# Internal Void
Internal Void war eine US-amerikanische Doom-Metal-Band aus Frederick, Maryland, die im Jahr 1987 gegründet wurde und sich 2013 auflöste.

## Geschichte
Die Band wurde im August 1987 gegründet. 1989 erschien ein erstes selbstbetiteltes Demo, das aufgrund seiner Covergestaltung unter dem Namen Smokestack bekannt sein sollte, sowie 1991 ein weiteres namens Voyage. Durch die Freundschaft zu den Bands Saint Vitus und The Obsessed gelang es der Band, dass Scott Weinrich die Band dem deutschen Label Hellhound Records vorstellen konnte. Mit den Liedern Internal Void und Nothing But Misery war die Band auf dem Sampler What the Hell des Labels zu hören. Die Lieder waren ursprünglich auf dem Voyage-Demo enthalten. Nachdem die Gruppe einen Vertrag bei diesem Label unterzeichnet hatte, erfolgte hierüber im Jahr 1992 die Veröffentlichung des Debütalbums Standing on the Sun. Die Gruppe bestand hierauf aus dem Sänger J.D. Williams, dem Gitarristen Kelly Carmichael, dem Bassisten Adam Heinzmann und dem Schlagzeuger Eric Little. Es folgten Touren durch die USA zusammen mit Saint Vitus, ehe sich die Band von Hellhound Records trennte. Zudem verließ der Schlagzeuger Eric Little die Band im Herbst 1993. Als Ersatz kam im Jahr 1995 Ronnie Kalimon zur Besetzung. Über Southern Lord erschien im Jahr 2000 das von Chris Kozlowski produzierte Album Unearthed, nachdem die Band 1999 einen Vertrag bei diesem Label unterzeichnet hatte. Das Album enthielt unter anderem eine Coverversion des Stray-Liedes After the Storm. Zudem erschien das Lied Window to Hell, das bereits 1996 aufgenommen worden war, auf einer Split-Veröffentlichung zusammen mit dem italienischen Musiker Paul Chain. Im September 2003 traten der Gitarrist Kelly Carmichael und der Bassist Adam S. Heinzmann der Band Pentagram bei. 2004 steuerte Internal Void das Lied Prayer for the Masses für das Saint-Vitus-Tribute-Album A Timeless Tale von Ravenmoon Records bei. 2004 erschien über Dogstreet Records das Album Matricide. Am 18. Mai 2013 kam es zur Auflösung der Band.

## Stil
Laut Eduardo Rivadavia von Allmusic wird die Band auf Standing on the Sun oft mit Black Sabbath verglichen. Laut Robert Müller vom Metal Hammer spielt die Band auf Standing on the Sun brachialen Doom Metal, mit „Ozzy-Gewimmer und weinerlicher Grundeinstellung“. Die Lieder würden mehrere Anläufe brauchen, bis sich die „Subtilität, Schönheit und Eleganz offenbart“. Im Rock Hard vermerkte Andreas Stappert, dass Unearthed trotz der dazwischen liegenden langen Zeitspanne nahtlos an Standing on the Sun anknüpft. Als Stilrichtung gab er „Sabbath-lastigen Doom mit psychedelischem Einschlag und immer wieder an die Südstaaten-Legende Lynyrd Skynyrd erinnernder Gitarrenarbeit“ an.

## Diskografie
- 1988: Unreleased (Demo, Eigenveröffentlichung)
- 1988: Basement Tapes (Demo, Eigenveröffentlichung)
- 1989: Internal Void (auch bekannt unter dem Namen Smokestack) (Demo, Eigenveröffentlichung)
- 1991: Voyage (Demo, Eigenveröffentlichung)
- 1993: Standing on the Sun (Album, Hellhound Records)
- 1995: Demo 1995 (Demo, Eigenveröffentlichung)
- 1996: Window to Hell (Demo, Eigenveröffentlichung)
- 2000: Unearthed (Album, Southern Lord)
- 2000: Full Moon Improvisation / Window to Hell (Split mit Paul Chain, Southern Lord)
- 2001: Death Row Reunion 2000 (Split mit Place of Skulls, Black Manta, Death Row und Throttlerod, Doom Capital Productions)
- 2004: Matricide (Album, Dogstreet Records)